# Сен-Леон (Алье)
Сен-Лео́н (фр. Saint-Léon) — коммуна во Франции, находится в регионе Овернь. Департамент коммуны — Алье. Входит в состав кантона Жалиньи-сюр-Бебр. Округ коммуны — Виши.
Код INSEE коммуны — 03240.

## Население
Население коммуны на 2008 год составляло 601 человек.
| 1962 | 1968 | 1975 | 1982 | 1990 | 1999 | 2008 |
| ---- | ---- | ---- | ---- | ---- | ---- | ---- |
| 863  | 893  | 858  | 773  | 721  | 652  | 601  |

## Экономика
В 2007 году среди 344 человек в трудоспособном возрасте (15—64 лет) 252 были экономически активными, 92 — неактивными (показатель активности — 73,3 %, в 1999 году было 69,6 %). Из 252 активных работали 230 человек (126 мужчин и 104 женщины), безработных было 22 (6 мужчин и 16 женщин). Среди 92 неактивных 13 человек были учениками или студентами, 46 — пенсионерами, 33 были неактивными по другим причинам.

## Достопримечательности
- Церковь Сен-Леон, неф которой датируется XII веком
- Замки и шато: Марселланж, Кулон, Монперру и др.
- Гора Сент-Амбруа